# Nalto Espinoza
Nalto Espinoza Hurtado es un sociólogo y político chileno, último gobernador de la Provincia de Antofagasta en el segundo gobierno de Sebastián Piñera y exalcalde de Calama.

## Biografía y carrera política
Estudió sociología en la Universidad Católica del Norte. En su vida política ha ejercido varios cargos; fue alcalde de Calama entre 1989 y 1992. Ejerció además como director de Educación de Calama, Ollagüe y San Pedro de Atacama,  director ejecutivo de la Corporación Municipal de Desarrollo Social de Calama y secretario municipal.
En 1993 y 1997 buscó un cupo como diputado por el extinto Distrito 3, sin éxito.
En 2020, es nombrado Gobernador de la Provincia de Antofagasta luego de la renuncia de Katherine López.

## Historia electoral

### Elecciones parlamentarias de 1993
- Elecciones parlamentarias de 1993, para Distrito 3, Calama, María Elena, Ollagüe, San Pedro de Atacama y Tocopilla[4]

| Candidato                | Pacto                                | Partido | Votos  | %     | Resultado |
| ------------------------ | ------------------------------------ | ------- | ------ | ----- | --------- |
| Fanny Pollarolo Villa    | Concertación por la Democracia       | ILD     | 34 426 | 42,82 | Diputada  |
| Carlos Cantero Ojeda     | Unión por el Progreso                | RN      | 17 931 | 22,3  | Diputado  |
| Juan Luis Maurás Novella | Concertación por la Democracia       | PR      | 12 874 | 16,01 |           |
| Nalto Espinoza Hurtado   | Unión por el Progreso                | UDI     | 9730   | 12,1  |           |
| Víctor Ravello Vidal     | Alternativa Democrática de Izquierda | PC      | 2297   | 2,86  |           |
| Carlos Clift Tapia       | Alternativa Democrática de Izquierda | ILA     | 2230   | 2,77  |           |
| Antonio Onell Lucero     | La Nueva Izquierda                   | AHV     | 910    | 1,13  |           |

### Elecciones parlamentarias de 1997
- Elecciones parlamentarias de 1997, para Distrito 3, Calama, María Elena, Ollagüe, San Pedro de Atacama y Tocopilla[5]

| Candidato                 | Pacto                          | Partido | Votos  | %     | Resultado |
| ------------------------- | ------------------------------ | ------- | ------ | ----- | --------- |
| Fanny Pollarolo Villa     | Concertación por la Democracia | PS      | 26 254 | 40,58 | Diputada  |
| Waldo Mora Longa          | Concertación por la Democracia | PDC     | 13 812 | 21,35 | Diputado  |
| Nalto Espinoza Hurtado    | Unión por Chile                | UDI     | 13 283 | 20,53 |           |
| Juan Luis Meneses Zavala  | Unión por Chile                | RN      | 5315   | 8,22  |           |
| Alicia Torres Peralta     | La Izquierda                   | PC      | 4409   | 6,81  |           |
| Antonio Onell Lucero      | Partido Humanista              | PH      | 909    | 1,41  |           |
| Chaillot Del Canto Harboe | Partido Humanista              | PH      | 714    | 1,1   |           |

### Elecciones municipales de 2004
- Elecciones municipales de 2004, para la alcaldía de Calama[6]

| Candidato               | Pacto                          | Partido | Votos  | %     | Resultados |
| ----------------------- | ------------------------------ | ------- | ------ | ----- | ---------- |
| Arturo Molina Henríquez | Concertación por la Democracia | PDC     | 22 759 | 46,05 | Alcalde    |
| Esteban Velásquez Núñez | Independientes fuera de pacto  | Ind.    | 14 745 | 29,84 |            |
| Nalto Espinoza Hurtado  | Alianza                        | UDI     | 8052   | 16,29 |            |
| José Barraza Cubillos   | Juntos Podemos                 | ILA     | 3862   | 7,81  |            |

### Elecciones de consejeros constitucionales de 2023
- Elecciones de consejeros constitucionales de 2023, por la Región de Antofagasta[7]

| Candidato                 | Pacto               | Partido | Votos  | %     | Resultado |
| ------------------------- | ------------------- | ------- | ------ | ----- | --------- |
| Carlos Solar Barrios      | Partido Republicano | PRCh    | 53 628 | 19,32 | Consejero |
| José González Pizarro     | Unidad para Chile   | Ind-RD  | 32 408 | 11,67 | Consejero |
| Carmen Montoya Mayorga    | Partido Republicano | PRCh    | 21 304 | 7,67  | Consejera |
| Patricio Maldonado Lavado | Partido Republicano | PRCh    | 18 320 | 6,60  |           |
| Johana Rivera Tejerina    | Unidad para Chile   | FRVS    | 17 536 | 6,32  |           |
| Daniela Castro Araya      | Chile Seguro        | RN      | 16 426 | 5,92  |           |
| Liliana González Cortés   | Unidad para Chile   | RD      | 13 313 | 4,80  |           |
| José Mardones Gallardo    | Unidad para Chile   | PC      | 13 163 | 4,74  |           |
| Siomara Molina Flores     | Partido Republicano | PRCh    | 12 518 | 4,51  |           |
| Katherine López Rivera    | Chile Seguro        | UDI     | 9855   | 3,55  |           |
| Sindy González Salini     | Partido de la Gente | PDG     | 8767   | 3,16  |           |
| Juan Moraga               | Partido de la Gente | PDG     | 8085   | 2,91  |           |
| Pablo Pomareda Echeverría | Chile Seguro        | Ind-RN  | 7878   | 2,84  |           |
| Nalto Espinoza Hurtado    | Chile Seguro        | UDI     | 7802   | 2,81  |           |